# 3,7-cm-Flak 37
Die 3,7-cm-Flak 37 war eine vor dem Zweiten Weltkrieg entwickelte Flugabwehrkanone (Flak) der deutschen Wehrmacht, die während des gesamten Krieges eingesetzt wurde.

## Entwicklung

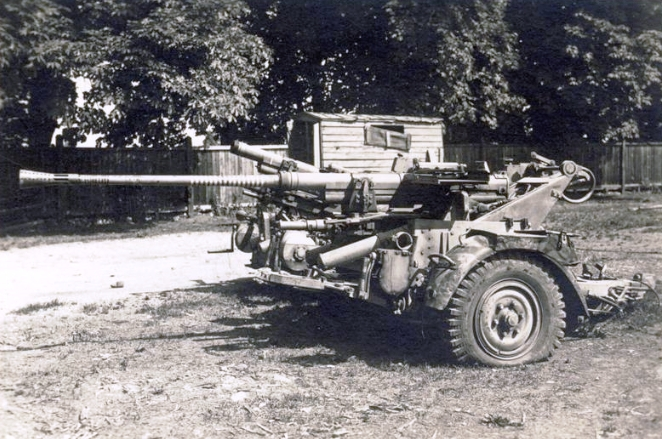
Eine bei Kriegsende 1945 zurückgelassene 3,7-cm-Flak

Die ursprüngliche 3,7-cm-Kanone wurde 1935 von Rheinmetall unter der Bezeichnung 3,7-cm-Flak 18 entwickelt. Sie war im Grunde eine vergrößerte Version der 2-cm-Flak 30. Die Truppenerprobung und der tägliche Umgang der Luftwaffen-Soldaten mit der Flak 18 hatten deren konzeptionelle und technische Schwächen aufgezeigt. Die allgemeine Unzufriedenheit wurde auch dem Hersteller mitgeteilt, welcher daraufhin im Jahr 1935 einen Mitarbeiter zu einer Schießübung der Luftwaffe schickte. Der Lerneffekt war beidseitig, sowohl die Bedienungen als auch Rheinmetall nahmen aus dieser Übung viele Erfahrungen mit. Doch seitens Rheinmetall wurde erkannt, dass eine Überarbeitung erforderlich war.

### 3,7-cm-Flak 36
Ein wesentlicher Grund für die Ablehnung der Flak 18 war die geringe Richtgeschwindigkeit. Die hohe Geschwindigkeit, welche tief fliegende Flugzeuge zu dieser Zeit bereits erreichten, erforderte ein schnelles Richten. Mit einer Seitenrichtgeschwindigkeit von 3°/s (im Schnellgang 7°) und einer Höhenrichtgeschwindigkeit von 3,5°/s war das Zeitfenster, in dem eine Besatzung die anfliegenden Flugzeuge bekämpfen konnte, sehr gering.
Die neue Konstruktion der 3,7-cm-Flak 36 ging die wesentlichen von der Flak-Artillerie beanstandeten Punkte an. In Anlehnung an die 2-cm-Flak 30 wurde eine Dreiecksbettung (Unterlafette) für das neue Geschütz verwendet, welches nun mit dem einachsigen Sonderanhänger 52 (Sd. Anh. 52) fahrbargemacht wurde, was die Kolonnenlänge positiv beeinflusste. Auch wurde das Auf- und Abprotzen des Geschützes mit diesem Anhänger deutlich vereinfacht, wodurch eine schnellere Feuerbereitschaft erreicht wurde. Gleichzeitig wurde die Standfläche für das Geschütz deutlich reduziert, was die Platzierung des Geschützes im Gelände erleichterte. Mit nun 2400 kg in Marschbereitschaft konnte das Gewicht gegenüber dem Vorgänger um 1160 kg, in Feuerstellung immerhin noch um 200 kg reduziert werden.
Der Richtschütze saß nun rechts nach hinten versetzt neben der Waffe, ebenfalls wie bei der 2-cm-Flak 30. Ein leichter und schmaler Schutz aus stark geneigten Panzerplatten für den Richtschützen und die Richtmechanik wurde montiert. Ab Januar 1940 wurde ein größerer Schutzschild für die gesamte Waffe eingeführt, der jedoch nicht immer montiert wurde.
Die Richtgeschwindigkeit stieg auf 4°/s zur Seite (im Schnellgang 10°/s) und 4°/s in der Höhe. Der Höhenrichtbereich wurde im Negativbereich von −5° auf −8° verbessert.
Ein entscheidender Punkt war die Steigerung der Feuergeschwindigkeit von 70 bis 80 auf effektive 120 Schuss/min, wodurch die Trefferwahrscheinlichkeit deutlich verbessert wurde. Eine Änderung in der Ballistik oder der Munition war nicht gegeben.
Die Entwicklung wurde jedoch weitergeführt und resultierte in einer zweirädrigen Konfiguration, die nur noch 1544 Kilogramm wog und als 3,7-cm-Flak 36 bezeichnet wurde.

### 3,7-cm-Flak 37
Für dieses Modell wurde 1937 ein neues mechanisches Visier, das Zeiss-Uhrwerk-Flakvisier 37, entwickelt. Da dies auch Anpassungen an der Lafette nötig machte, verwendete man die neue Bezeichnung. In dieser Ausführung wurde das Geschütz während des gesamten Zweiten Weltkrieges weiter gefertigt.
Die Flak wog 1552 Kilogramm im Gefecht und konnte 0,625 Kilogramm schwere Sprenggranaten 4800 Meter hoch schießen. Die theoretische Feuerrate betrug 160 Schuss/min. Die Lebensdauer eines Rohres betrug 8.000 bis 10.000 Schuss.

## Produktion
Die Kanone wurde von der Dürkoppwerke AG in Bielefeld, der DWM in Berlin und im Škoda-Werk in Pilsen produziert. Ab 1942 wurde nur noch die Flak 37 anstelle der Flak 36 hergestellt.
Die ab 1943 in Serienfertigung befindliche Weiterentwicklung, die 3,7-cm-Flak 43, hatte dann einen neuen gasdruckbetriebenen Verschluss, der die Feuerrate auf 250 Schuss/min erhöhte.

## Einsatz
Die Erprobung der neuen 3,7-cm-Flak erfolgte noch im Spanischen Bürgerkrieg und zeigte, dass das neue Geschütz fronttauglich war. Doch die negativen Erfahrungen der Luftwaffe mit der 3,7-cm-Flak 18 wirkten lange nach und die anfängliche Überlegenheit der Luftwaffe verhinderte, dass frühzeitig erkannt wurde, dass die 2-cm-Flak zur Bekämpfung neuer Flugzeugtypen nicht ausreichen würde. Erst die harte Realität des Krieges im Osten und die Ohnmacht der deutschen Jagdflieger ab Beginn der zweiten Kriegshälfte zeigten, dass man wertvolle Zeit für die Weiterentwicklung dieses Kalibers verschenkt hatte.

## Selbstfahrlafetten
Frühzeitig wurde Flugabwehrgeschütze auf Fahrzeugen montiert, damit diese innerhalb der motorisierten Verbände schnell zur Abwehr plötzlicher Luftangriffe bereit waren.

### Selbstfahrlafette auf m.Zgkw. 5 t (Sd.Kfz. 6/2)

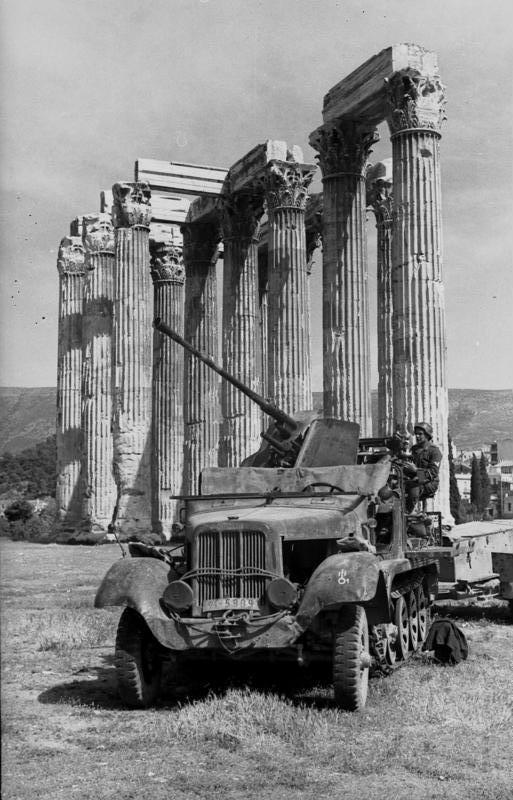
Sd.Kfz. 6/2 in Griechenland

Im Hinblick auf Gewicht und Besatzung war die kleinste Halbkette, welche als Basis für die 3,7-cm-Flak in Frage kam, der Zugkraftwagen 5 t. Das zum Zeitpunkt der Beauftragung eingeführte Modell war das von Büssing-NAG produzierte BN9, welches nun das Fahrgestell bildete. Schon im Juli 1939 wurden die ersten 25 Fahrzeuge mit einem Aufbau der Firma Gottfried Lindner AG aus Ammendorf ausgeliefert. Die Luftwaffe hatte zu diesem Zeitpunkt bereits 198 dieser Fahrzeuge bestellt. Bezeichnet wurde das Fahrzeug zu dieser Zeit als 3,7 cm Flak Truppenluftschutz auf Selbstfahrlafette 5t Zugkraftwagen.
Im Verlauf des Krieges war die 1. Batterie/„Grossdeutschland“ die einzige Heereseinheit, die mit diesen Fahrzeugen ausgestattet war. Alle anderen Verbände gehörten zur Luftwaffe.

### Selbstfahrlafette auf m.Zgkw. 8 t (Sd.Kfz. 7/2)

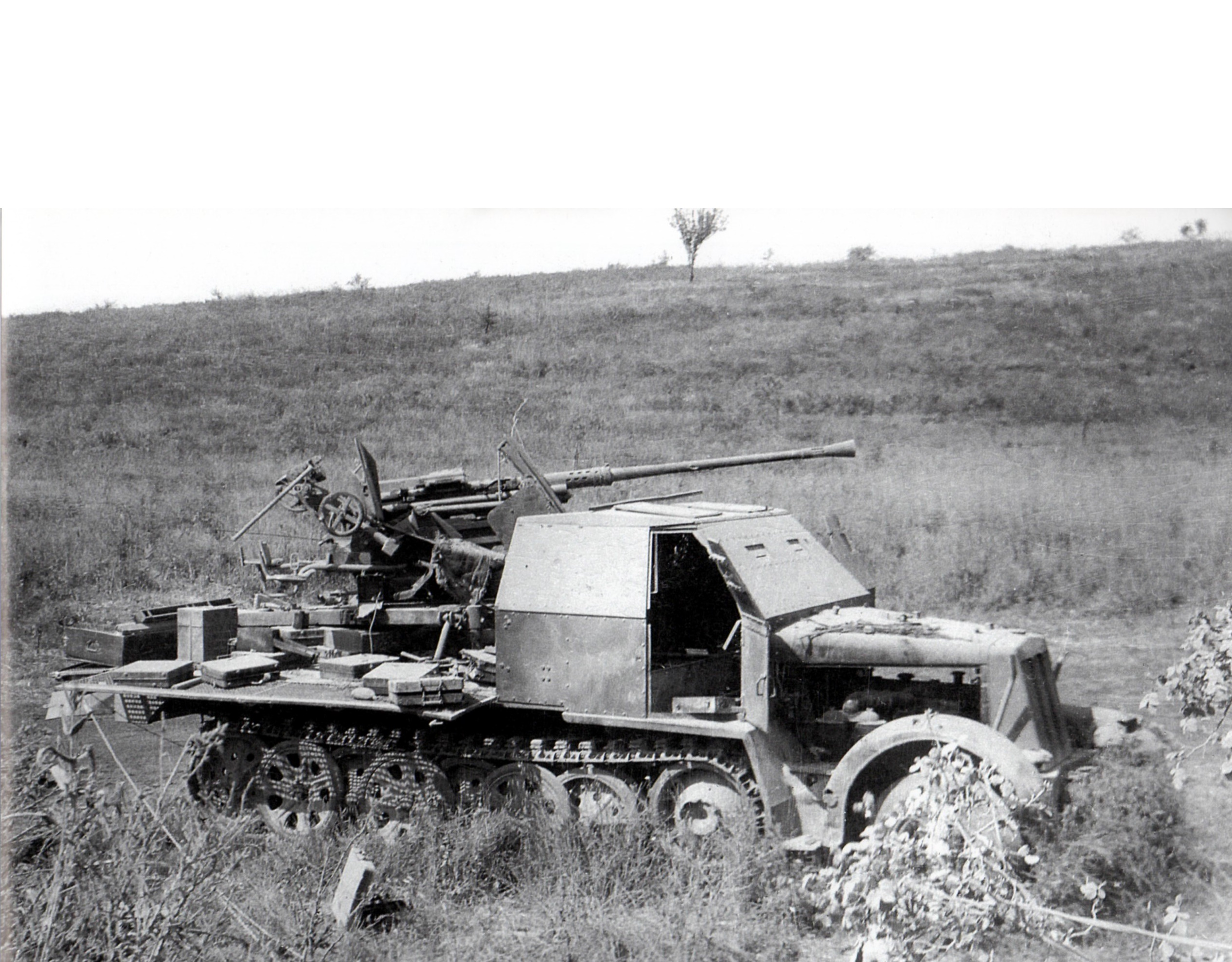
Verlassenes Sd.Kfz. 7/2

Am 21. November 1939 hatte die Luftwaffe die ersten 100 Selbstfahrlafetten auf dem Fahrgestell des mittleren Zugkraftwagen 8 t mit dem 2-cm-Flakvierling 38 ebenfalls bei der Firma Gottfried Lindner AG bestellt. Diese Fahrzeuge wurden ab April 1940 ausgeliefert. Schon im Jahr 1940 wurde auch ein erstes Versuchsfahrzeug mit der 3,7-cm-Flak 36/37 gebaut.
Erst als der Bedarf an Flakselbstfahrlafetten ab Mitte des Krieges dramatisch anstieg und die gepanzerten Schlachtflieger vom Typ Il-2 an der Front in Russland kaum noch mit den Flugabwehrgeschützen im Kaliber 2-cm zu bekämpfen waren, wurde die Produktion dieses Fahrzeugs veranlasst.
Die ersten Fahrzeuge wurden als Sd.Kzf. 7/2 ab 1942 ausgeliefert. Die Mannschaften verwendeten zumeist für die Munition und ihre persönliche Ausrüstung einen speziellen Anhänger. Hierbei handelte es sich meist um den großen Sd.Ah. 57 (1achs) für Zubehör und Munition. Gelegentlich dürften auch Sd.Ah. 52 mit eingehängter Munitionskiste verwendet worden sein.
Der Schutzschild, der mit der Luftwaffen Dienstvorschrift 427/4 im Januar 1940 eingeführt wurde, ist nicht bei jedem Fahrzeug zu sehen.
Ab Juni 1943 wurden von Lindner Fahrzeuge mit einer gepanzerten Fahrerkabine und einem Splitterschutz vor dem Kühler ausgeliefert. Die letzten nachgewiesenen Sd.Kfz. 7/2 wurden von der Firma Lindner im Januar ausgeliefert (18 Fahrzeuge). Doch wurden im Rahmen eines Notprogramms noch am 28. Februar weitere Vorgaben für die Auslieferung bis Mai gemacht.
Bis Ende 1943 verfügte maßgeblich die Luftwaffe über diese Fahrzeuge, doch im Mai 1944 erstellte das Heer einen Kriegsstärkenachweis 1712 für Selbstfahrlafetten-Batterien mit 3,7-cm-Flak und 2-cm-Flakvierling auf Zugkraftwagen 8 t oder alternativ schweren Wehrmachtsschleppern.

### Lastkraftwagen mit 3,7-cm-Flak

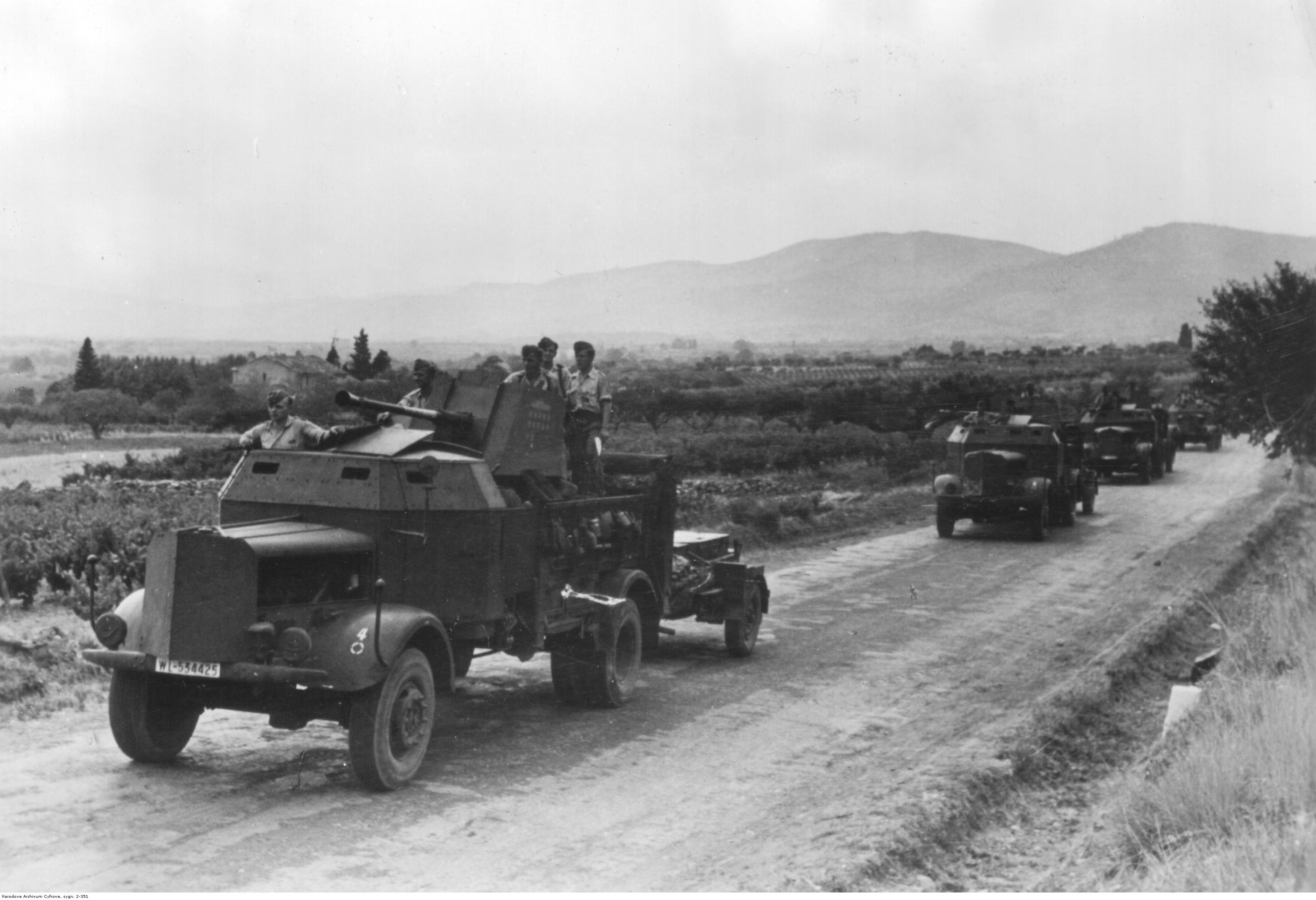
MB L4500 mit 3,7-cm-Flak 36/37

Gegen Ende des Krieges konnte die Fertigung an Halbketten den Bedarf an Flak-Selbstfahrlafetten bei weitem nicht mehr decken. Eine Lösung war die Montage von Flak-Geschützen auf der Ladefläche von Lastkraftwagen. Für die 3,7-cm-Flak wurde für eine Serienfertigung der Mercedes-Benz L 4500 mit einem gepanzerten Fahrerhaus und Kühlerschutz ausgewählt. Auch bei diesen Fahrzeugen konnte der Munitionsvorrat und die persönliche Ausrüstung nicht im Fahrzeug mitgeführt werden. Deshalb wurde, wie fotografisch belegt, der Sd.Ah. 52 mit eingehängter Munitionskiste verwendet.